# Kamiina-gun
Der Kamiina-gun (jap. 上伊那郡, wörtlich: „Landkreis Ober-Ina“) ist ein Landkreis (gun) in der Präfektur Nagano im Zentrum der japanischen Hauptinsel Honshū. Zu ihm gehören die drei Städte (machi) Iijima, Tatsuno und Minowa und die drei Dörfer (mura) Nakagawa, Minamiminowa und Miyada. Am 1. März 2021 hatte er eine Bevölkerung von 81.356 Einwohnern und eine Fläche von 514,55 km².
Der Landkreis Kamiina entstand 1879 durch eine Teilung des alten Landkreises Ina. Seit 1889 bestand der Landkreis aus einer Stadt und 30 Dörfern. Durch zahlreiche Gebietsreformen wurde die Zahl der kreisangehörigen Kommunen immer weiter reduziert. Die letzte fand am 31. März 2006 statt und sorgte für die heutige oben beschriebene Anzahl von nur noch sechs Kommunen.